# Cantone di Aiguebelle
Il Cantone di Aiguebelle era un cantone francese dell'arrondissement di Saint-Jean-de-Maurienne.
È stato soppresso a seguito della riforma complessiva dei cantoni del 2014, che è entrata in vigore con le elezioni dipartimentali del 2015.
Comprendeva i comuni di:
- Aiguebelle
- Aiton
- Argentine
- Bonvillaret
- Épierre
- Montgilbert
- Montsapey
- Randens
- Saint-Alban-des-Hurtières
- Saint-Georges-des-Hurtières
- Saint-Léger
- Saint-Pierre-de-Belleville